# Покоління '56
Покоління «Сучасність», а також «Покоління '56» — покоління митців, які дебютували близько 1956 року в Польщі та домінували у літературному житті протягом наступних 10 років. Їхня творчість стала взірцем для всіх наступних поколінь письменників і літературних груп. Свій слід творчість покоління «Сучасність» залишила не тільки в літературі, а й у кінематографі (так званий «Чорний документ», польська кіношкола, фільми Вайди, Куца, Мунка), театрі (Гротовський, Томашевський), образотворчому мистецтві (виставки в Арсеналі у 1955 році), і в музиці. Термін покоління «Сучасність» вперше використав літературний критик Ян Блонські в 1961 році, і цей термін повинен мати, за його словами, зневажливий характер; дослідник звинуватив творців цього покоління у відсутності спільної програми, ідеологічної орієнтації та міфологізації реальності. Проте цей термін швидко утвердився в польському літературознавстві, втрачаючи свою негативну конотацію. На цей час дослідники вважають, що це покоління зіграло дуже важливу роль у розвитку польської літератури XX століття. До цієї групи відносять Анджея Бурсу, Станіслава Гроховяка, Мирона Бялошевского, Єжи Харасимовича, Марка Гласко, Галіну Посьвятовську та Едварда Стахуру. Завдяки цим митцям «Покоління '56» досі залишається у свідомості читачів.

## Політична ситуація
Дебют покоління «Сучасність» не був би можливим без певних політичних змін у країнах комуністичного блоку. У 1953 році помер Йосип Сталін, через рік скасували Міністерство громадської безпеки, і в лютому 1956 року відбувся XX з'їзд КПРС, де Хрущов виступив з лекцією «Про культ особи та його наслідки». У цьому ж році у Москві помер Болеслав Бєрут, а у червні у Познані відбувся протест робітників. Владислав Гомулка був обраний секретарем Комуністичної партії. У суспільстві відродилися надії на демократизацію життя, і серед митців — на свободу творчості.

## Хронологія літературних подій

### 1954
- На сторінках журналу «Нова культура» опубліковано статтю «Письменники десятиліття», яку можна назвати критикою соціалістичного реалізму;
- У видавничій сфері з'явилася антологія поетів під назвою «Кожної миті переді мною вибір. Літературний альманах» (Każdej chwili wybierać muszę. Almanach literacki). Видавцем став «PAX», а у збірці видано вірші Збіґнєва Герберта, Станіслава Гроховяка, Здзіслава Лончковського, Анки Ковальської, Яцека Лукасевича, Анджея Пьотровського;
- У Варшаві було засновано Студентський театр сатириків, а у Гданську — Бім-Бом;
- У «Видавництві Іскри» вийшов друком «Літературний альманах» із творами Марка Гласко, Єжи Харасимовича, Богдана Дроздовського.

### 1955
- Єжи Анджеєвський опублікував роман «Золотий лис»;
- З'явилося оповідання Марії Домбровської «У селі весілля»;
- Новели Марка Гласко «Робітники» і «Вікно»;
- Мирон Бялошевский заснував «Театр на Тарчинській»;
- Перша вистава студентського театру м. Лодзь «Форель» (Pstrąg);
- Повість Іллі Еренбурга, російського письменника «Оттепель» (пол. — Odwilż) про безнадію років сталінізму і кар'єризм була опублікована у Польщі в перекладі Яна Бжехви;
- Адам Важик опублікував «Поему для дорослих» (Poemat dla dorosłych).

### 1956
- Вперше опубліковано

1. «Обіг речей»(Obroty rzeczy) Мирона Бялошевсього
2. «Є таке дерево» Богдана Дроздовсього
3. «Чудеса» Єжи Харасимовича
4. «Лицарська балада» Станіслава Гроховяка, а також його деякі повісті.

- Вийшла друком розповідь

1. «Перший крок у хмарах» Марка Гласко
2. «Таємниця» та інші оповідання Єжи Кшиштоня
3. «Щасливої дороги, Маріє»
4. «Кротовина» Влоджімєжа Одоєвського
5. «П'яний янгол» Евгеніуша Кабатця
6. «Садівники» Мєчислава Пьотровського.

- З'явилась літературна група «Сучасність».

## Літературна група «Сучасність»
Пожвавлення у літературному процесі (у ширшому сенсі — у культурі) призвело до створення літературної групи «Сучасність». ЇЇ засновниками були: Зджіслав Єжи Болек, Юзеф Ленарт, Моніка Котовська, Маріян Осняловскі, Єжи Станіслав Чайковскі, Роман Слівонік. Група створила власний журнал, який до 1958 року виходив кожні півтори місяці, а пізніше — раз на два тижні.
Журнал швидко став трибуною молодих митців. Список того, що друкувалося, сильно відрізняв його від актуальних на той час журналів «Нова культура», «Перегляд культури», «Літературне життя», які посідали передові місця завдяки опублікованим у них творах письменників «Покоління Колумбів». Митці зібралися навколо «Сучасності», але не формулювати жодних програмних ідей. Проте учасники групи підкреслювали свою приналежність до неї, і організовували авторські засідання групи у різних містах Польщі. Члени групи намагалися грати роль аніматорів культури, у тому числі у таких галузях мистецтва, як кіно (Аматорська кіногрупа), образотворче мистецтво (Галерея Сучасності), театр (не зреалізована концепція Театру Сучасності). Вони організовували також літературні клуби.
Окрім засновників, дослідники до групи зараховують також Александра Вєчорковського, Єжи Прокопюка, Еугеніуша Кабатца, Збігнєва Іжика, Мирослава Мальхарка, Леха Стефанського, Яна Збігнєва Слоєвського, Станіслава Гроховяка, Тадеуша Струмфа, Ернеста Брилля, Єжи Фальковського, Владислава Терлецького, Богуслава Хоіньського, Станіслава Свена Чахоровського, Анджея Добоша, Юзефа Гєло, Іренеуша Ірединського, Єжи Красінського, Магду Лею, Людмілу Мар'янську, Марка Новаковського, Марію Шиповську, Пьотра Вєжбіцького, Анджея Брихту і Юзефа Вачкова. Група існувала до 1959 року. Одночасно із розпадом групи її журнал втратив атмосферу покоління, все частіше друкувалися тексти старшої генерації. Тоді почались відсилання до традиції «міжвоєнного періоду», а також почали публікуватися твори нових творців, котрі у 60-х роках отримали назву «Orientacja Poetycka Hybrydy», а ще пізніше — поетів «Нової хвилі».

## Програма
Програмними текстами групи були статті, опубліковані в 1957 році:
-«Замість маніфесту», № 2 журналу
-«Завдання молоді художники» Лешека Шиманського, з № 9.
-«На противагу педантам» Маріана Осняловського, № 10 журналу.
А все-таки, ці статті мають загальний характер, звичайною справою, тут йшлося про допомогу мистецтва у розвитку соціалізму, демократії, особливої уваги надавалося молодим, новим творцям, які збирались навколо цього журналу. Лунали гасла про «повагу до себе, свого мистецтва і суспільства», «необхідності дотримання моральних цінностей і етики». У той же група не сформулювала жодних естетичних і художніх основ, і навіть підносили індивідуалізм.

## Покоління 1956
Після розпаду групи, твори яких друкувались у журналі «Сучасність», у цьому ж журналі почали з'являтись статті, які протягом багатьох наступних років були причиною численних дискусій, вони також були зразком, до якого звертались наступні літературні покоління у Польщі. Першою такою статтею був текст Гроховяка «Карабеля на даху» (№ 35 за 1959 рік). Автор у цій статті подав характеристику відношення Покоління '56 до творців старшого покоління, а передусім до покоління Колумбів.
Зв'язок поколінь найсильніше проявляється на початку існування Покоління '56 — у період відлиги. Нових творців об'єднував тоді бунт проти соцреалізму, чи ширше — проти заангажованої літератури, а також відкидання польських національних міфів. Ще однією річчю, яка їх об'єднувала, був дебют до і після 1956 року, а також (вже трохи пізніше) — спільний журнал. Після 1956 року міць генерації послабилась, а все покоління зазнало дезінтеграції.
До покоління належали: Станіслав Гроховяк, Роман Слівонік, Анджей Бурса, Наліна Посьвятовська, Уршула Кожьол, Єжи Харасимовіч, Едвард Стахура, Ернест Брилль, Марек Гласко, Марек Новаковскі, Влоджімєж Одоєвскі, Владислав Терлецкі, Станіслав Сич, а також старші від них поети, котрі не публікувались у період соцреалізму: Мірон Бялошевскі, Збігнєв Герберт. До покоління зараховують також Віславу Шимборську і Тадеуша Новака (його дебют припав на період соцреалізму, писав пропагандистські вірші).

## Критика покоління
Вперше термін "Покоління «Сучасність» використав Ян Блоньскі у книзі «Зміна варти»(1961). Створена у формі памфлету, вона висловлювала розчарування автора щодо програми та ідей покоління. Ця назва набула широкого розголосу у тогочасній літературній публіцистиці, втрачаючи свою негативну конотацію. Використовується також літературними критиками.